# Born to Make You Happy
„Born to Make You Happy” este un cântec înregistrat de către interpreta americană Britney Spears pentru albumul ei de debut, ...Baby One More Time (1999). Piesa a fost lansată la 6 decembrie 1999 drept cel de-al patrulea disc single extras de pe album în Europa, sub egida casei de discuri Jive Records. Înainte de a înregistra melodia, Spears a trebuit să le ceară textierilor, Andreas Carlsson și Kristian Lundin, să rescrie versurile cântecului, deoarece aveau o natură sexuală. Cântăreața a înregistrat pentru prima dată vocea ei în martie 1998 și a reînregistrat-o mai târziu în același an. Cântecul dance-pop și teen-pop face aluzie la o relație pe care o femeie dorește să o corecteze, nu înțelege prea bine cu ce a greșit, și ajunge la concluzia că „s-a născut să [își facă iubitul] fericit”.
„Born to Make You Happy” a primit recenzii mixte din partea criticilor de muzică de specialitate, care au lăudat cântecul pentru a fi un single clasic vechi și competent, cu toate că a fost considerat ca fiind complet neremarcabil față de celelalte balade ale albumului. Cântecul a avut un succes comercial la nivel mondial, ajungând pe locul întâi în Irlanda și ajungând pe primele cinci poziții din Belgia, Elveția, Europa, Finlanda, Germania, Norvegia, România, Suedia și Țările de Jos. În Regatul Unit, a ajuns, de asemenea, pe locul unu, și este cel de-al șaselea cel mai bine vândut single a lui Spears din țara respectivă. Videoclipul piesei a fost regizat de Billie Woodruff în care Spears visează că este cu iubitul ei, în timp ce cântă și dansează pe tot parcursul videoclipului. Spears a interpretat „Born to Make Happy” în patru turnee.

## Informații generale
Înainte de a înregistra albumul ei de debut, Spears și l-a imaginat inițial în stilul „muzicii lui Sheryl Crow, dar mai tineresc [și] mai adult contemporan”. Cu toate acestea, cântăreața a fost de acord cu producători pe care i-au fost acordați de casa ei de discuri, care avea ca obiectiv să ajungă la publicul adolescent la vremea respectivă. A zburat la studiourile Cheiron din Stockholm, Suedia, unde jumătate din album a fost înregistrat din luna martie până în luna aprilie al anului 1998, împreună cu producătorii Max Martin, Denniz Pop și Rami Yacoub, printre alții. „Born to Make You Happy” a fost scris și produs de Kristian Lundin și co-scris de Andreas Carlsson fiind, de asemenea, prima colaborare a celor doi. Spears a înregistrat inițial vocea pentru piesă în martie 1998, la studiourile Battery din New York City, New York. Vocea a fost reînregistrată în aprilie 1998 la studiourile Cheiron, și a fost folosită pe versiunea de pe album, în timp ce vocea originală a fost inclusă într-un „Bonus Remix” a piesei. De asemenea, piesa a fost mixată la studiourile Cheiron de către Max Martin. Esbjörn Öhrwall a cântat la chitară, în timp ce claviatura și programarea au fost realizate de către Lundin. Acompaniamentul vocal au fost oferit de Carlsson și Nana Hedin. „Born to Make You Happy” a fost lansat ca al patrulea single al albumului ...Baby One More Time la data de 6 decembrie 1999 în Europa. Acesta nu a fost lansat ca single în Statele Unite ale Americii, din cauza faptului că piesa „From the Bottom of My Broken Heart” a fost lansată că al patrulea single extras al albumului în schimb.

## Structura muzicală și versuri
„Born to Make You Happy” este un cântec teen pop și dance-pop care durează patru minute și trei secunde. Cântecul este compus în tonalitatea Si minor și este situat într-un metru muzical obișnuit, cu un tempo moderat de lent de 88 de bătăi pe minut. Gama vocală a lui Spears se întinde pe mai mult decât o singură octavă, de la nota Fa♯3 la nota Si4. Versurile cântecului vorbesc despre o relație pe care o femeie dorește să repare, neînțelegând foarte bine ce a mers greșit, realizând că „I don't know how to live without your love/ I was born to make you happy” (ro.: „Nu știu cum să trăiesc fără dragostea ta/ Am fost născută să te fac fericit)”. Cântecul are o secvență de bază de Sim–Sol–Re–La în progresia de acorduri.
David Gauntlett, autorul cărții Media, gender, and identity: an introduction (2002), a observat că, în ciuda faptului că dorește ca iubitul ei să fie alături de ea în cântec, „fanii lui Spears o văd ca fiind hotărâtă, puternică și încrezătoare, și un exemplu că femeile tinere se pot descurca pe cont propriu”. Cântăreața a dezvăluit într-un interviu cu Rolling Stone, că textierii au trebuit să rescrie versurile originale ale piesei. „I-am rugat să schimbe cuvintele în «Born to Make You Happy.» Era un cântec de natură sexuală, am spus că «ar putea fi un pic cam matur pentru mine.» Din cauza imaginii, nu vreau să atrag atenția exagerat. Dacă aș deveni Miss Prima Donna, nu ar fi o mișcare inteligentă. Vreau să am un loc pentru a putea crește”.

## Recepția criticilor
„Born to Make You Happy” a primit recenzii mixte din partea criticilor de specialitate. Kyle Anderson de la MTV a considerat refrenul cântecului mai mult decât „un pic deranjant,” spunând că primele fraze ale acestuia „ar putea fi un sentiment pe care îl poate înțelege o adolescentă de 16 ani, care tocmai a fost părăsită, dar se pare că și Spears se pregătește pentru a fi o gheișă.” Craig MacInnis de la The Hamilton Spectator a spus că: „«Born to Make You Happy» se aproprie de a fi acel gen de cântec de calitate inferioară, în care este vorba despre a venera un băiat pe care chiar și pe Tiffany ar bufni-o râsul.” Mike Ross de la Edmond Sun a spus, așa cum Spears recită în cântec, „mesajul din spatele muzicii este mai rău decât niște nimicuri dulci. [...] Atât de mult pentru Girl Power.” Amanda Murray de la Sputnikmusic a considerat „Born to Make You Happy” drept un „cântec competent, dar în întregime nememorabil,” în timp ce Andy Petch-Jex de la musicOMH consideră că melodia este un „clasic vechi.”

## Performanța în clasamentele muzicale
La data de 29 ianuarie 2000, „Born to Make You Happy” a debutat pe locul unu în clasamentul UK Singles Chart. Cântecul a fost distribuit peste 200.000 de exemplare în Regatul Unit, primind un certificat de argint din partea British Phonographic Industry (BPI). „Born to Make You Happy” s-a vândut peste 325.000 de exemplare în Regatul Unit, conform lui The Official Charts Company. Este cel de-al șaselea cel mai bine vândut single din țară. În Irlanda, cântecul s-a poziționat și în clasamentul Irish Singles Chart pe locul unu la data de 20 ianuarie 2000, în timp ce s-a poziționat pe locul doi în clasamentul European. În Suedia, „Born to Make You Happy” a debutat pe locul patru la data de 23 decembrie 1999, atingând locul doi în săptămâna următoare. Cântecul a distribuit peste 30.000 de exemplare în țara respectivă, primind un certificat de platină din partea International Federation of the Phonographic Industry (IFPI). În Germania, cântecul a primit un certificat de aur din partea Bundesverband Musikindustrie (BMVI), după ce a ajuns pe locul trei în clasamente. În Franța, „Born to Make You Happy” a ajuns pe locul nouă și a primit certificat de argint din partea lui Syndicat National de l'Édition Phonographique (SNEP). În România, melodia a petrecut două săptămâni consecutive pe locul trei în ierarhia Romanian Top 100, rămânând în clasament timp de 16 de săptămâni. De asemenea, single-ul a ocupat locul 40 în topul celor mai difuzate cântece la posturile de radio în anul 2000.

## Videoclipul
Cei de la casa de discuri Jive Records au decis ca videoclipul muzical pentru piesă să fie regizat de către Billie Woodruff. A fost produs de către Geneva Films, în timp ce coregrafia a fost realizată de Wade Robson. Conceptul videoclipului o prezintă pe Spears în timp doarme și visează în camera ei. Pe măsură ce visul începe, Spears este prezentată într-o cameră futuristă albastră și argintie cu diferite trepte, unde cântă și se plimbă și își pune picioarele pe perete în timp ce poartă un costum argintiu strălucitor. Reporterul de la MTV News, Ellen Thompson, a considerat scena ca fiind cel mai sexy moment al videoclipului muzical. În timp ce videoclipul continuă, Spears este văzută pe partea superioară a clădirii în care locuiește, interpretând un segment de dans într-un top roșu și o fustă neagră, cu câțiva dansatori de fundal. Următoarele scene arată cântăreața purtând haine albe și cântând în camera în care doarme, în timp ce iubitul ei intră în cameră să o vadă. Împreună, încep o bătaie cu perne care se termină la scurt timp după ce Spears este arătată din nou în camera ei încă dormind, acum cu un zâmbet pe față. Un segment de dans mai lung se intercalează cu toate scenele întregului videoclip.

## Interpretări live
Britney a interpretat piesa pentru prima oară în cadrul turneul ei „The Hair Zone Mall Tour” din New York City, Statele Unite ale Americii la data de 1 iulie 1998. „Born to Make You Happy” a fost interpretat de Spears în patru turnee. La primul ei turneu important, ...Baby One More Time Tour, a cântat piesa așezată pe o scară, în timp ce în al doilea turneu, Crazy 2k Tour, spectacolul a inclus un segment complet de dans. În turneul Oops!... I Did It Again World Tour din anul 2000, Spears a interpretat „Born to Make You Happy” purtând pijamale și papuci de casă, cu un segment de dans aproape de sfârșit. „Born to Make You Happy” a fost interpretat pentru ultima dată la turneul Dream Within a Dream Tour, în care Spears a ieșit din mijlocul unei casete muzicale uriașă pe scenă ca o balerină, pentru a interpreta piesa împreună cu „Lucky” și „Sometimes”, imediat după interpretarea piesei „Overprotected”. Spears a interpretat, de asemenea, „From the Bottom of My Broken Heart” și „Born to Make You Happy” la Disney Channel in Concert în anul 1999. Spectacolele au fost filmate și incluse în prima ediție video a lui Spears făcută acasă, Time Out with Britney Spears.

## Ordinea pieselor pe disc
| Nr.                              | Titlul                      | Durată |
| -------------------------------- | --------------------------- | ------ |
| CD distribuit în Europa          |                             |        |
| 1.                               | „Born to Make You Happy”[A] | 3:35   |
| 2.                               | „Born to Make You Happy”[B] | 3:40   |
| Maxi single distribuit în Europa |                             |        |
| 1.                               | „Born to Make You Happy”[A] | 3:35   |
| 2.                               | „Born to Make You Happy”[B] | 3:40   |
| 3.                               | „(You Drive Me) Crazy”[C]   | 3:40   |
| 4.                               | „...Baby One More Time”[D]  | 0:21   |
| CD distribuit în Regatul Unit    |                             |        |
| 1.                               | „Born to Make You Happy”[A] | 3:35   |
| 2.                               | „Born to Make You Happy”[B] | 3:40   |
| 3.                               | „(You Drive Me) Crazy”[C]   | 3:40   |

| Nr.                           | Titlul                      | Durată |
| ----------------------------- | --------------------------- | ------ |
| Casetă single                 |                             |        |
| 1.                            | „Born to Make You Happy”[A] | 3:35   |
| 2.                            | „Born to Make You Happy”[B] | 3:40   |
| 3.                            | „...Baby One More Time”[D]  | 0:21   |
| 7" vinil distribuit în Europa |                             |        |
| 1.                            | „Born to Make You Happy”[A] | 3:35   |
| 2.                            | „(You Drive Me) Crazy”[C]   | 3:40   |

Specificații
- A ^ Versiunea albumului de proveniență In the Zone.
- B ^ „Bonus Remix”.
- C ^ „Hip-Hop Mix” realizat de Jazzy Jim.
- D ^ Mesagerie vocală.

## Personal
Persoanele care au lucrat la album sunt preluate de pe coperta ...Baby One More Time.
- Britney Spears – voce principală
- Kristian Lundin – textier, producător, claviatură, programare
- Andreas Carlsson – textier, acompaniament vocal
- Nana Hedin – acompaniament vocal
- Esbjörn Öhrwall – chitară bas, chitară
- Max Martin – mixaj
- Michael Tucker – inginer de sunet Pro-Tools
- Reza Safina – inginer de sunet asistent
- Tom Coyne – masterizare audio

## Clasamente
| Țară (clasament)                             | Poziția maximă | Referință   |
| 1999 – 2000                                  | 1999 – 2000    | 1999 – 2000 |
| -------------------------------------------- | -------------- | ----------- |
| Austria (Ö3 Austria Top 40)                  | 8              | [ 24 ]      |
| Belgia – Flandra (Ultratop)                  | 5              | [ 24 ]      |
| Belgia – Valonia (Ultratop)                  | 4              | [ 24 ]      |
| Elveția (Schweizer Hitparade)                | 3              | [ 24 ]      |
| Finlanda (Suomen virallinen lista)           | 5              | [ 24 ]      |
| Franța (SNEP)                                | 9              | [ 24 ]      |
| Germania (Official German Charts)            | 3              | [ 24 ]      |
| Grecia (IFPI Greece)                         | 4              | [ 37 ]      |
| Irlanda (IRMA)                               | 1              | [ 38 ]      |
| Islanda (Íslenski listinn)                   | 3              | [ 39 ]      |
| Italia (FIMI)                                | 9              | [ 24 ]      |
| Norvegia (VG-lista)                          | 3              | [ 24 ]      |
| Regatul Unit (UK Indie Chart)                | 1              | [ 40 ]      |
| Regatul Unit (UK Singles Chart)              | 1              | [ 41 ]      |
| România (Romanian Top 100)                   | 3              | [ 26 ]      |
| Scoția (Official Charts Company)             | 1              | [ 42 ]      |
| Spania (PROMUSICAE)                          | 16             | [ 24 ]      |
| Suedia (Sverigetopplistan)                   | 2              | [ 24 ]      |
| Țările de Jos (Dutch Top 100)                | 6              | [ 24 ]      |
| Țările de Jos (Dutch Top 40)                 | 4              | [ 43 ]      |
| Uniunea Europeană (European Hot 100 Singles) | 2              | [ 44 ]      |

| Țară (clasament)                  | Poziția maximă | Referință |
| 1999                              | 1999           | 1999      |
| --------------------------------- | -------------- | --------- |
| Suedia (Sverigetopplistan)        | 78             | [ 45 ]    |
| 2000                              |                |           |
| Belgia – Flandra (Ultratop)       | 46             | [ 46 ]    |
| Belgia – Valonia (Ultratop)       | 70             | [ 47 ]    |
| Elveția (Schweizer Hitparade)     | 23             | [ 48 ]    |
| Franța (SNEP)                     | 59             | [ 49 ]    |
| Germania (Official German Charts) | 36             | [ 50 ]    |
| Regatul Unit (UK Singles Chart)   | 32             | [ 51 ]    |
| România (Romanian Top 100)        | 40             | [ 26 ]    |
| Suedia (Sverigetopplistan)        | 38             | [ 52 ]    |

## Certificări
| \| Țara \| Vânzări/ puncte \| Certificare \| Referințe \| \| ------------------ \| --------------- \| ----------- \| --------- \| \| Franța (SNEP) \| +125.000 \| \| [25] \| \| Germania (BVMI) \| +150.000 \| \| [23] \| \| Regatul Unit (BPI) \| +335.000 \| \| [18] \| \| Suedia (GLF) \| +30.000 \| \| [22][53] \| | Note - reprezintă „disc de aur”; - reprezintă „disc de argint”; - reprezintă „disc de platină”; |             |               |
| Țara | Vânzări/ puncte                                                                                 | Certificare | Referințe     |
| Franța (SNEP) | +125.000                                                                                        |             | [ 25 ]        |
| Germania (BVMI) | +150.000                                                                                        |             | [ 23 ]        |
| Regatul Unit (BPI) | +335.000                                                                                        |             | [ 18 ]        |
| Suedia (GLF) | +30.000                                                                                         |             | [ 22 ] [ 53 ] |

## Datele lansărilor
| Țară                       | Data             | Format       | Casă de discuri | Referință |
| -------------------------- | ---------------- | ------------ | --------------- | --------- |
| Austria                    | 6 decembrie 1999 | Compact disc | Jive Records    | [ 54 ]    |
| Germania                   | 6 decembrie 1999 | Compact disc | Jive Records    | [ 54 ]    |
| Elveția                    | 6 decembrie 1999 | Compact disc | Jive Records    | [ 54 ]    |
| Statele Unite ale Americii | 6 decembrie 1999 | Compact disc | Jive Records    | [ 54 ]    |
| Franța                     | 3 ianuarie 2000  | Compact disc | Jive Records    | [ 55 ]    |
| Regatul Unit               | 17 ianuarie 2000 | Compact disc | Jive Records    | [ 56 ]    |

## Legături externe
- Britney Spears - Born to Make You Happy pe YouTube
- Versurile complete ale acestei piese pe MetroLyrics